# Communauté de communes de la Vallée de l'Albarine
La communauté de communes de la Vallée de l'Albarine est une ancienne communauté de communes située dans l'Ain et regroupant 12 communes. 
Elle a été dissoute le 1er janvier 2017 à la suite du rattachement d'Évosges et Hostiaz à la Communauté de communes du plateau d'Hauteville et des dix autres communes à la communauté de communes de la plaine de l'Ain.

## Historique
- 26 septembre 1991 : Dissolution du sivom du canton de Saint-Rambert-en-Bugey et constitution du district
- 4 février 1992 : Nouvelle dénomination district de la vallée de l'Albarine
- 4 février 1992 : Bureau composé d'un président, de 4 vice-présidents et membres dont le nombre sera défini par le conseil
- 25 juin 2001 : Compétences étendues voir statuts
- 25 juin 2001 : 24 délégués titulaires plus délégués suppléants en nombre au plus égal aux délégués titulaires
- 14 décembre 2001 : district transformé en communauté de communes
- 23 mars 2016 : adoption du schéma départemental de coopération intercommunale (SDCI) de l'Ain[2].
- 10 juin 2016 : la proposition du Préfet d'étendre le périmètre de la Communauté de communes de la plaine de l'Ain aux communes de la communauté de communes de la Vallée de l'Albarine (à l'exception d'Évosges et d'Hostiaz), en lieu et place de la fusion adoptée dans le schéma du 23 mars, est adoptée par la Commission départementale de coopération intercommunale[3].
- 1er janvier 2017 : disparition de la communauté de communes, Évosges et Hostiaz sont rattachées à la Communauté de communes du plateau d'Hauteville[4] et de ses autres communes à la Communauté de communes de la plaine de l'Ain[5] et les dix autres communes rejoignent la communauté de communes de la plaine de l'Ain[5].

## Composition
Elle était composée des communes suivantes :
| Nom                            | Code Insee | Gentilé      | Superficie (km2) | Population (dernière pop. légale) | Densité (hab./km2) |
| ------------------------------ | ---------- | ------------ | ---------------- | --------------------------------- | ------------------ |
| Saint-Rambert-en-Bugey (siège) | 01384      | Rambertois   | 28,55            | 2 265 (2014)                      | 79                 |
| Arandas                        | 01013      | Arandassiens | 14,10            | 157 (2014)                        | 11                 |
| Argis                          | 01017      | Argissiens   | 7,84             | 427 (2014)                        | 54                 |
| Chaley                         | 01076      | Chaleysiens  | 4,60             | 151 (2014)                        | 33                 |
| Cleyzieu                       | 01107      | Cleyzolets   | 7,82             | 136 (2014)                        | 17                 |
| Conand                         | 01111      | Conandais    | 15,28            | 118 (2014)                        | 7,7                |
| Évosges                        | 01155      | Évosgiens    | 12,08            | 144 (2014)                        | 12                 |
| Hostiaz                        | 01186      |              | 10,60            | 87 (2014)                         | 8,2                |
| Nivollet-Montgriffon           | 01277      |              | 8,24             | 119 (2014)                        | 14                 |
| Oncieu                         | 01279      | Onciolans    | 7,76             | 96 (2014)                         | 12                 |
| Tenay                          | 01416      | Tenaysiens   | 13,12            | 1 050 (2014)                      | 80                 |
| Torcieu                        | 01421      | Torciolans   | 10,72            | 732 (2014)                        | 68                 |

## Administration

### Siège
Le siège de la communauté de communes est situé à Saint-Rambert-en-Bugey.

### Les élus
La communauté de communes est gérée par un conseil communautaire composé de 30 membres représentant chacune des communes membres.
Ils sont répartis comme suit :
| Nombre de délégués | Communes                                                                          |
| ------------------ | --------------------------------------------------------------------------------- |
| 12                 | Saint-Rambert-en-Bugey                                                            |
| 5                  | Tenay                                                                             |
| 3                  | Torcieu                                                                           |
| 2                  | Argis                                                                             |
| 1                  | Arandas, Chaley, Cleyzieu, Evosges, Nivollet-Montgriffon, Conand, Oncieu, Hostiaz |

### Présidence
Liliane BLANC-FALCON, Maire-adjoint de la commune de Tenay est présidente du conseil communautaire et ses 5 vice-présidents sont : 
1. Gilbert BOUCHON, 1er Vice-président, Commission Économie et devenir de l'intercommunalité (Maire de Saint-Rambert-en-Bugey)
2. Françoise GIRAUDET, Vice-présidente, Commission Prévention sociale (Maire de Torcieu)
3. Jean PEYSSON, Vice-président, Commission Environnement et Tourisme (Maire d’Cleyzieu)
4. Jean-Paul PERSICO, Vice-président, Commission Travaux et Personnel (Maire de Chaley)
5. Christophe DE SIMONE, Vice-président, Commission Associations sportives et activités de pleine nature (Conseiller municipal de Saint-Rambert-en-Bugey)

| Période | Période  | Identité             | Étiquette | Qualité |
| ------- | -------- | -------------------- | --------- | ------- |
|         | En cours | Liliane Blanc-Falcon |           |         |

### Compétences
L'intercommunalité exerce des compétences qui lui sont déléguées par les communes membres. Il s'agit de :

#### Compétences obligatoires
- Aménagement de l'espace : Schéma de cohérence territoriale (SCOT)
- Actions de développement économique intéressant l'ensemble de la communauté : zone d'aménagement concerté (ZAC), tourisme

#### Compétences optionnelles
- Protection et mise en valeur de l'environnement : collecte et traitement des déchets des ménages et déchets assimilés
- Politique du logement et du cadre de vie : Opération programmée d'amélioration de l'habitat (OPAH)
- Equipements et services publics éducatifs, culturels et sportifs, services publics et cultuels
- Action sociale d'intérêt communautaire

## Identité visuelle

Ancien logo.
Logo jusqu'au 1er janvier 2017.

## Pour approfondir